# Aristida
Aristida är ett släkte av gräs. Aristida ingår i familjen gräs.

## Bildgalleri

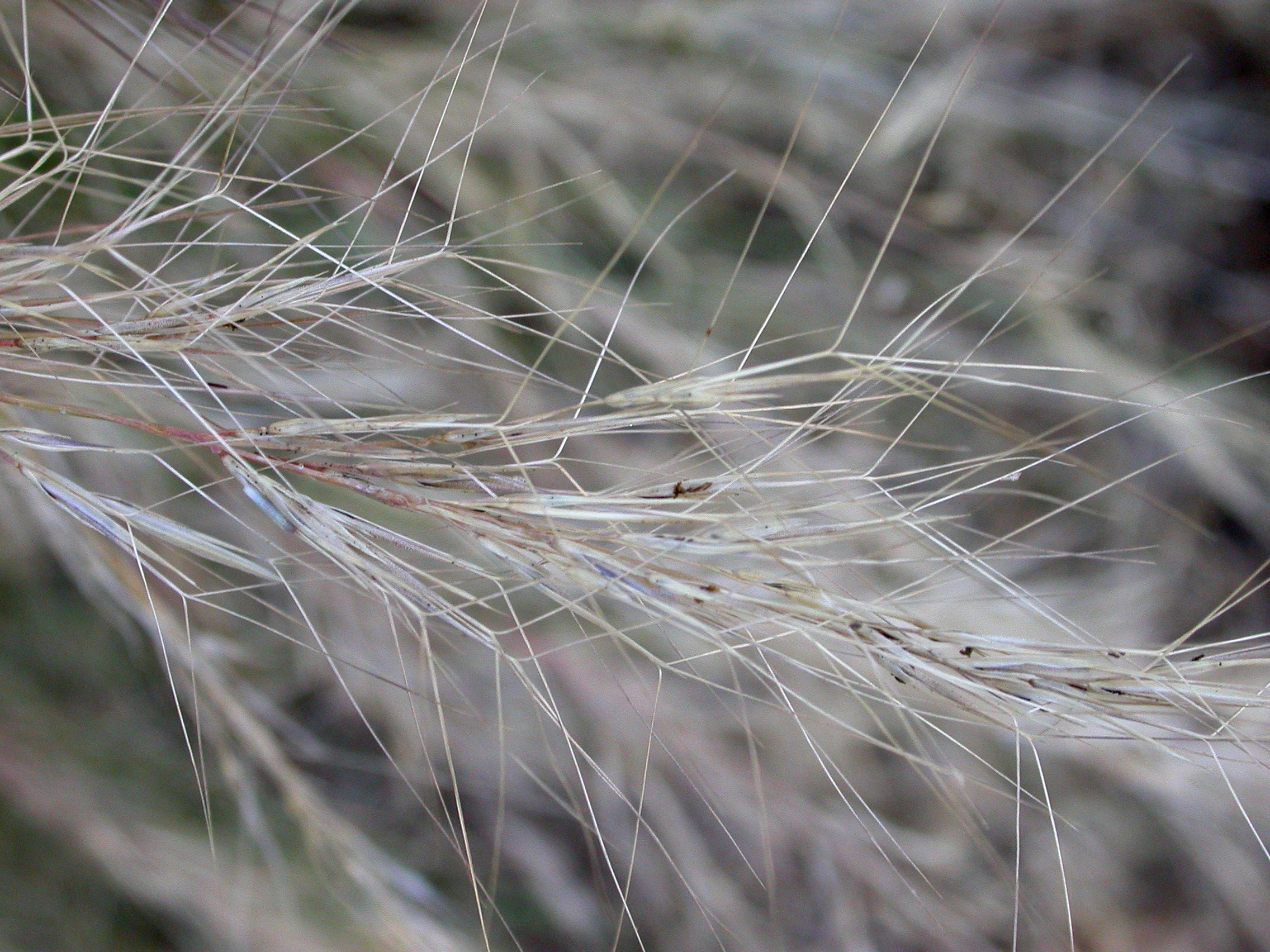
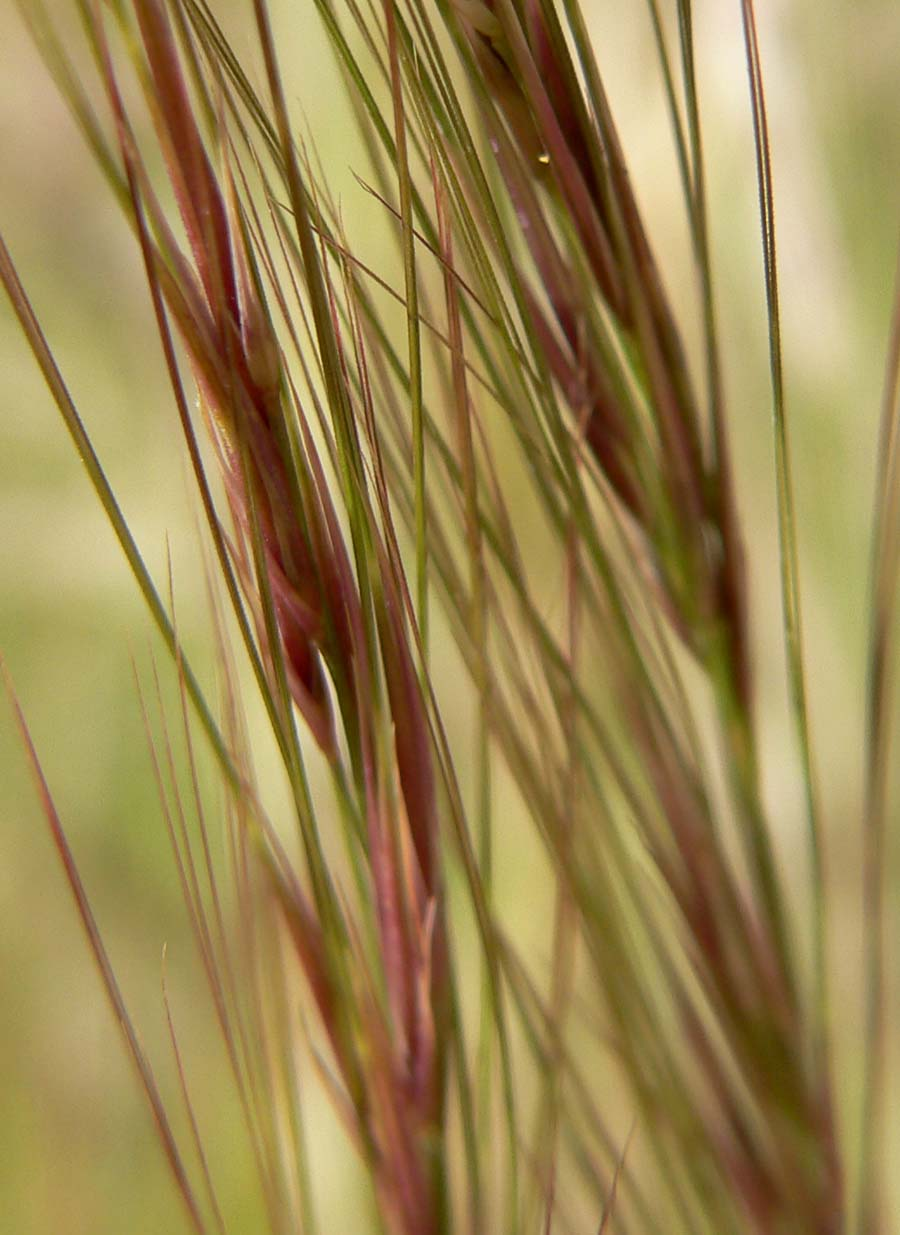
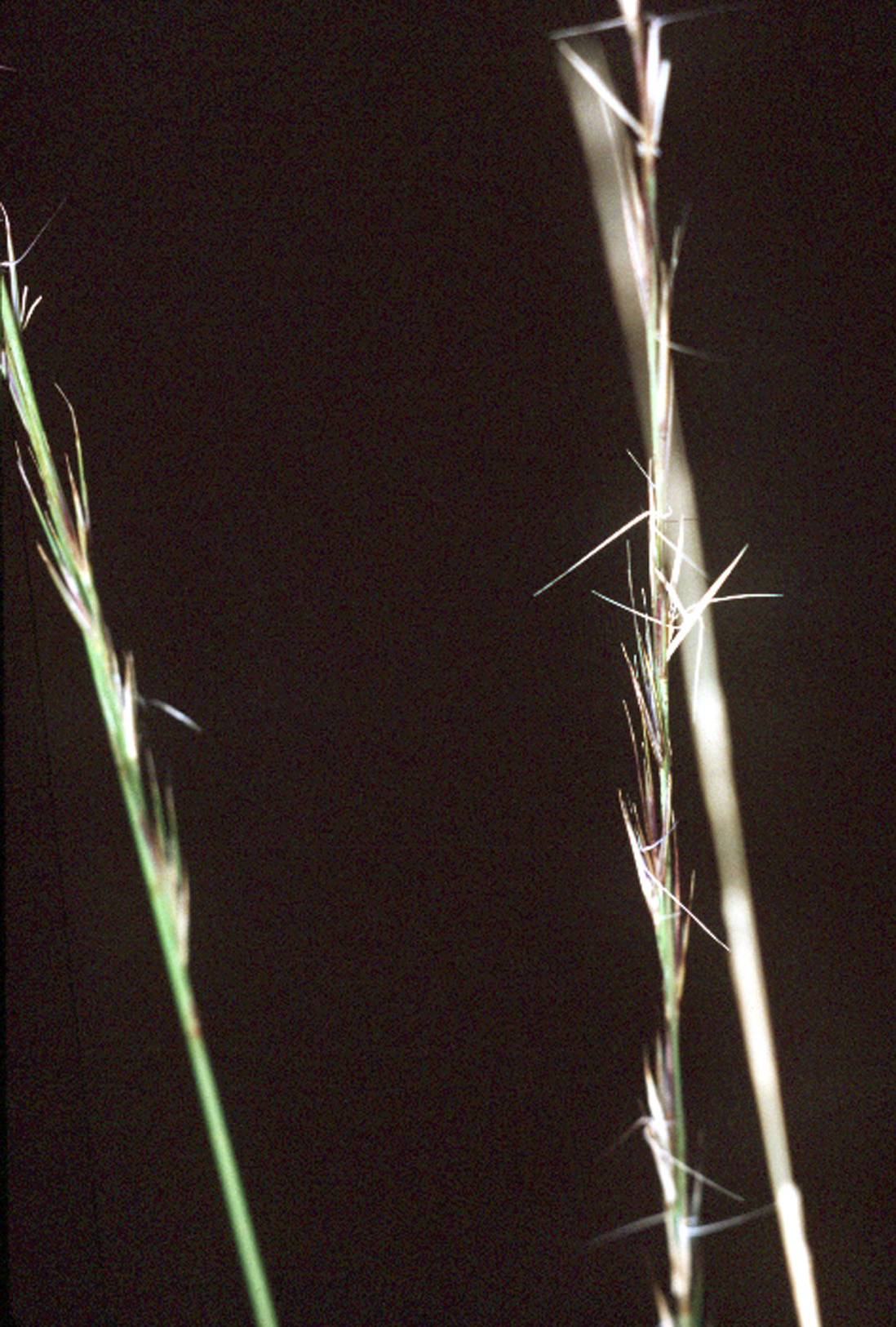

## Dottertaxa tillAristida, i alfabetisk ordning[1]
- Aristida abnormis
- Aristida achalensis
- Aristida acuta
- Aristida adoensis
- Aristida adscensionis
- Aristida aemulans
- Aristida aequiglumis
- Aristida alpina
- Aristida amazonensis
- Aristida ambongensis
- Aristida amplexifolia
- Aristida anaclasta
- Aristida anisochaeta
- Aristida annamensis
- Aristida annua
- Aristida anthoxanthoides
- Aristida antoniana
- Aristida appressa
- Aristida arida
- Aristida arizonica
- Aristida arubensis
- Aristida asplundii
- Aristida australis
- Aristida balansae
- Aristida barbicollis
- Aristida basiramea
- Aristida batangensis
- Aristida behriana
- Aristida benthamii
- Aristida beyrichiana
- Aristida biglandulosa
- Aristida bipartita
- Aristida bissei
- Aristida blakei
- Aristida boninensis
- Aristida brainii
- Aristida brasiliensis
- Aristida brevissima
- Aristida brevisubulata
- Aristida brittonorum
- Aristida burbidgeae
- Aristida burraensis
- Aristida caerulescens
- Aristida calcicola
- Aristida californica
- Aristida calycina
- Aristida capillacea
- Aristida capillifolia
- Aristida caput-medusae
- Aristida chaetophylla
- Aristida chapadensis
- Aristida chaseae
- Aristida chiclayensis
- Aristida chinensis
- Aristida circinalis
- Aristida cognata
- Aristida condensata
- Aristida condylifolia
- Aristida congesta
- Aristida constricta
- Aristida contorta
- Aristida correlliae
- Aristida culionensis
- Aristida cumingiana
- Aristida curtifolia
- Aristida curtissii
- Aristida curvifolia
- Aristida cyanantha
- Aristida dasydesmis
- Aristida decaryana
- Aristida denudata
- Aristida desmantha
- Aristida dewinteri
- Aristida dichotoma
- Aristida diffusa
- Aristida diminuta
- Aristida divaricata
- Aristida divulsa
- Aristida dominii
- Aristida echinata
- Aristida echinulata
- Aristida ecuadoriensis
- Aristida effusa
- Aristida ekmaniana
- Aristida elliptica
- Aristida eludens
- Aristida engleri
- Aristida erecta
- Aristida exserta
- Aristida fendleriana
- Aristida ferrilateris
- Aristida filifolia
- Aristida flabellata
- Aristida flaccida
- Aristida floridana
- Aristida forsteri
- Aristida fragilis
- Aristida fredscholzii
- Aristida friesii
- Aristida funiculata
- Aristida geminiflora
- Aristida gibbosa
- Aristida glabrata
- Aristida glauca
- Aristida glaziovii
- Aristida gracilipes
- Aristida granitica
- Aristida guayllabambensis
- Aristida gypsophila
- Aristida gyrans
- Aristida hackelii
- Aristida hamulosa
- Aristida hassleri
- Aristida havardii
- Aristida helicophylla
- Aristida hintonii
- Aristida hispidula
- Aristida hitchcockiana
- Aristida holathera
- Aristida hordeacea
- Aristida hubbardiana
- Aristida humidicola
- Aristida hunbertii
- Aristida hygrometrica
- Aristida hystricula
- Aristida hystrix
- Aristida inaequiglumis
- Aristida ingrata
- Aristida jaliscana
- Aristida jaucense
- Aristida jerichoensis
- Aristida jorullensis
- Aristida jubata
- Aristida junciformis
- Aristida kelleri
- Aristida kenyensis
- Aristida kerstingii
- Aristida kimberleyensis
- Aristida kunthiana
- Aristida laevigata
- Aristida laevis
- Aristida lanigera
- Aristida lanosa
- Aristida latifolia
- Aristida latzii
- Aristida laxa
- Aristida lazaridis
- Aristida leichhardtiana
- Aristida leptopoda
- Aristida leptura
- Aristida leucophaea
- Aristida liebmannii
- Aristida lignosa
- Aristida lisowskii
- Aristida longicollis
- Aristida longifolia
- Aristida longiseta
- Aristida longispica
- Aristida longista
- Aristida macrantha
- Aristida macroclada
- Aristida macrophylla
- Aristida mandoniana
- Aristida megapotamica
- Aristida mendocina
- Aristida meraukensis
- Aristida meridionalis
- Aristida mexicana
- Aristida migiurtina
- Aristida minutiflora
- Aristida mohrii
- Aristida mollissima
- Aristida monticola
- Aristida moritzii
- Aristida multiramea
- Aristida muricata
- Aristida murina
- Aristida mutabilis
- Aristida neglecta
- Aristida nemorivaga
- Aristida nicorae
- Aristida niederleinii
- Aristida nitidula
- Aristida novae-caledoniae
- Aristida obscura
- Aristida oligantha
- Aristida oligospira
- Aristida pallens
- Aristida palustris
- Aristida pansa
- Aristida paoliana
- Aristida papuana
- Aristida parodii
- Aristida parvula
- Aristida patula
- Aristida pedroensis
- Aristida pendula
- Aristida pennei
- Aristida perniciosa
- Aristida personata
- Aristida petersonii
- Aristida pilgeri
- Aristida pilosa
- Aristida pinifolia
- Aristida pittieri
- Aristida platychaeta
- Aristida polyclados
- Aristida portoricensis
- Aristida pradana
- Aristida protensa
- Aristida pruinosa
- Aristida psammophila
- Aristida pubescens
- Aristida purpurascens
- Aristida purpurea
- Aristida purpusiana
- Aristida pycnostachya
- Aristida queenslandica
- Aristida ramosa
- Aristida ramosissima
- Aristida rauliolii
- Aristida recta
- Aristida recurvata
- Aristida redacta
- Aristida refracta
- Aristida repens
- Aristida rhiniochloa
- Aristida rhizomophora
- Aristida rigida
- Aristida riograndensis
- Aristida riparia
- Aristida rosei
- Aristida rufescens
- Aristida sanctae-luciae
- Aristida sandinensis
- Aristida sayapensis
- Aristida scabrescens
- Aristida scabrivalvis
- Aristida schebehliensis
- Aristida schiedeana
- Aristida schultzii
- Aristida sciuroides
- Aristida sciurus
- Aristida scribneriana
- Aristida setacea
- Aristida setifolia
- Aristida sieberiana
- Aristida similis
- Aristida simpliciflora
- Aristida somalensis
- Aristida spanospicula
- Aristida spectabilis
- Aristida spegazzinii
- Aristida spiciformis
- Aristida spuria
- Aristida stenophylla
- Aristida stenostachya
- Aristida stipitata
- Aristida stipoides
- Aristida stocksii
- Aristida stricta
- Aristida strigosa
- Aristida subaequans
- Aristida subspicata
- Aristida subulata
- Aristida superpendens
- Aristida suringarii
- Aristida takeoi
- Aristida tarapotana
- Aristida tenuifolia
- Aristida tenuiseta
- Aristida tenuissima
- Aristida teretifolia
- Aristida ternipes
- Aristida thompsonii
- Aristida torta
- Aristida trachyantha
- Aristida transvaalensis
- Aristida tricornis
- Aristida triseta
- Aristida triticoides
- Aristida tsangpoensis
- Aristida tuberculosa
- Aristida tuitensis
- Aristida uruguayensis
- Aristida utilis
- Aristida vagans
- Aristida vaginata
- Aristida valida
- Aristida warburgii
- Aristida venesuelae
- Aristida venustula
- Aristida vestita
- Aristida vexativa
- Aristida vickeryae
- Aristida victoriana
- Aristida wildii
- Aristida vilfifolia
- Aristida villosa
- Aristida virgata
- Aristida wrightii